# Sveti Ivan i Marcijan
Sv. Ivan i Marcijan su dvojica rimskih mučenika svetaca. Blagdan im je 16. rujna.

## Životopis
Marcija je bio visoko rangirani rimski dužnosnik, moguće i senator. Umro je zajedno sa svojim sinom Ivanom, svećenikom Abbondiom i đakonom Abondancijem na prijelazu iz 3. u 4. stoljeće, u vrijeme Dioklecijanovih progona. Zavjetovao se novoj religiji nakon što mu je sin obolio. Nakon ozdravljenja sina Ivana prelaze na kršćanstvo, nakon čega postaju žrtve progona te su u konačnici ubijeni.

## Mumificirani ostaci
Relikvija sv. Marcijana, koju je Rijeci darovao papa Aleksandar VII. sredinom 17. stoljeća, u listopadu 2008. vraćena je u crkvu Uznesenja Marijina, nakon što se niz desetljeća nalazila u crkvi Sv. Fabijana i Sebastijana u Starom gradu. Relikviju je poklonio papa Aleksandra VII. 1662. godine. Po dolasku u Rijeku smješteno je pored glavnog oltara crkve Uznesenja Blažene Djevice Marije.
Tijelo se nalazi u staklenom sarkofagu dužine oko 1,20 metara, glava je odlično očuvana s kožom na licu i zlatnim lovorovim vijencem oko lubanje. Tijelo riječkog Marcijana gotovo se u potpunosti uvuklo u sebe, odjeveno je u tkaninu s pozlaćenim i izvezenim dijelovima, “rukavice” i obuća također su izvezeni i ukrašeni, a dojam raskošnosti pojačava neka vrsta poludragog kamenja ušivena u tkaninu. Sarkofag u kojem se nalazi relikvija ima tri staklene stranice, drveni okvir još je u relativno dobrom stanju, a unutrašnjost je obložena crvenom tkaninom sa srebrnim natpisom Marcianus M. Prema dostupnim povijesnim podacima, u dva su navrata za relikviju izrađivane nove škrinje, a posljednji put su to napravile benediktinke 1849. godine, čiji se samostan nekada nalazio u neposrednoj blizini. Iste je godine relikvija s glavnog premještena na bočni oltar sv. Antuna Padovanskog.